# 林火旺
林火旺（1952年11月22日—） ，台北市北投區關渡人，哲學家，國立臺灣大學哲學系教授，為台灣研究倫理學、政治哲學的重要人物之一。中國國民黨籍，曾任馬英九台北市長選舉競選總幹事、國民黨革命實踐研究院前院長、實踐大學講座教授及台大哲學系兼任教授。

## 家庭
其妻張錦華，台大新聞所教授。

## 專長及研究領域
- 倫理學
- 政治哲學

## 近五年開設課程
- 哲學概論
- 哲學英文（英文學報討論）
- 政治自由主義
- 哲學基本問題討論
- 自由主義
- 自由主義與多元文化論
- 當代政治哲學
- 羅爾斯正義論
- 基本邏輯
- 倫理學
- 結果論
- 道德推理

## 著作
| 出版日期 | 書名                         | 出版社                         | ISBN |
| 1981年   | 《從儒家憂患意識論知行問題》 | 台北市：正中書局               |      |
| 1993年   | 《自由主義與社會正義》       | 台北市：書林                   |      |
| 1997年   | 《倫理學》                   | 台北市：國立空中大學           |      |
| 1998年   | 《羅爾斯正義論》             | 台北市：臺灣書店               |      |
| 1999年   | 《倫理學》                   | 台北市：五南圖書公司           |      |
| 2005年   | 《正義與公民自由主義的觀點》 | 宜蘭縣：佛光大學               |      |
| 2008年   | 《正義與公民自由主義的觀點》 | 长春：吉林出版集团有限责任公司 |      |
| 2006年   | 《道德：幸福的必要條件》     | 臺北市：寶瓶文化事業有限公司   |      |

## 外部連結
- 林火旺的個人網站 （页面存档备份，存于）